# Kofot

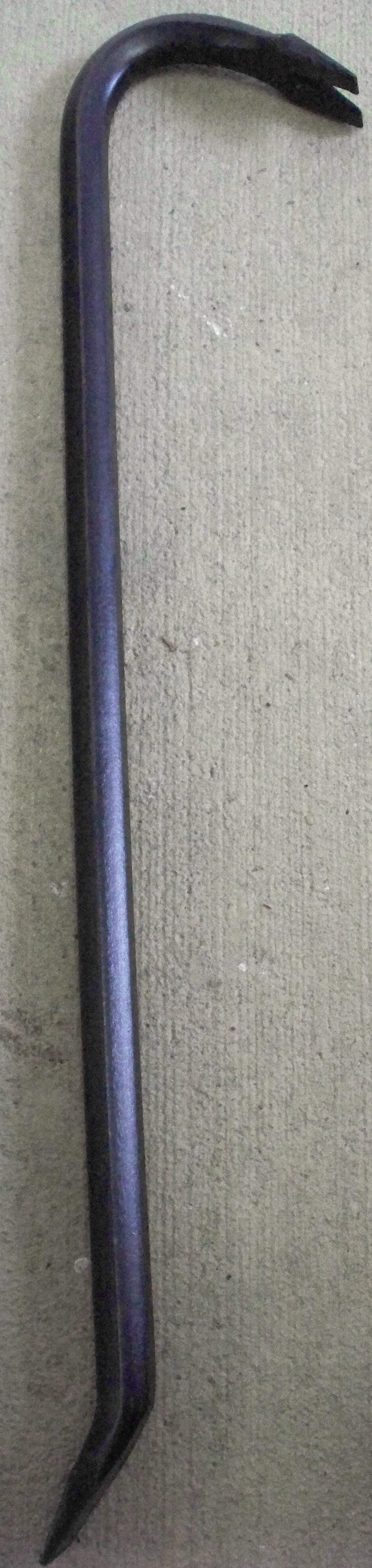
En kofot

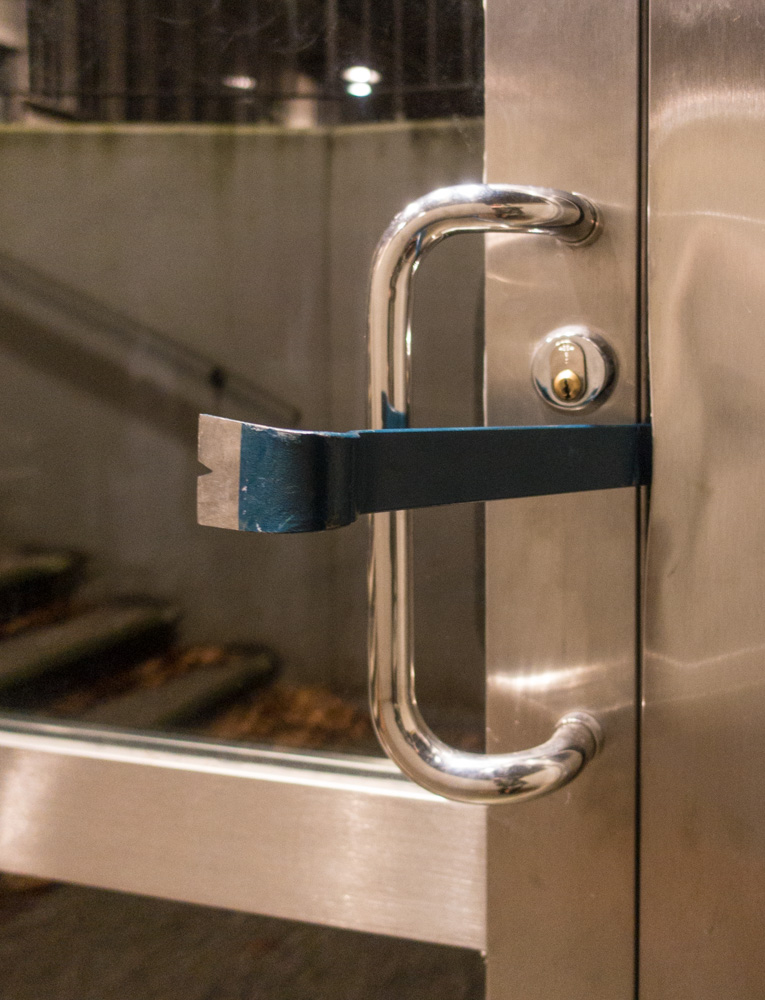
Inbrottsförsök med kofot i centrala Stockholm i mars 2016.

En kofot eller ett bräckjärn är ett brytverktyg som används vid demontering av träkonstruktioner samt för flera andra arbetsuppgifter där det behövs ett verktyg med hävstångsprincipen. En kofot är utrustad med en klo i ena ändan för utdragning av spikar. Kofoten finns i olika längder från cirka 30 cm till upp mot eller över 150 cm avsedda för olika kraftfulla insatser. Kofoten förknippas konventionellt med inbrott och används därför även vid tester av säkerhetsdörrar. 
Ordet "kofot" är belagt i svenska språket sedan yngre fornsvensk tid.